# NSC Total
NSC Total é um portal jornalístico e de entretenimento pertencente à NSC Comunicação. O portal abriga os sites dos jornais Diário Catarinense, Jornal de Santa Catarina, Hora de Santa Catarina e A Notícia, além das rádios CBN Floripa, CBN Joinville, Itapema FM e as emissoras da Atlântida FM em Florianópolis, Blumenau, Joinville, Chapecó e Criciúma.

## História
Lançado em 19 de dezembro de 2017, pela NSC Comunicação, o portal NSC Total substituiu o antigo portal ClicRBS SC, que pertence ao Grupo RBS, antigo dono das operações de rádio, jornal e televisão em Santa Catarina.
Após a venda das operações do Grupo RBS em Santa Catarina para o Grupo NC, ocorrida em março de 2016, o antigo portal ClicRBS SC passou a operar interinamente, desde 6 de setembro de 2017, sob o nome apenas de ClicSC, até que a fase de transição entre os dois grupos proprietários fosse concluída e o novo portal fosse lançado pela NSC Comunicação.

## Foco de cobertura
O portal tem conteúdo variado, com enfoque no Estado de Santa Catarina, com ênfase nas cidades de Florianópolis, Blumenau e Joinville, onde estão localizados os jornais da NSC Comunicação. As publicações abrangem temas locais como política, cotidiano, esporte, cultura e variedades.